# 神薙
《神薙》是武梨繪里在一迅社发行的月刊《Comic REX》上连载的漫画作品。副标题是「Crazy Shrine Maidens」，全12卷单行本已发行，繁體中文版由青文出版社代理，簡體中文電子版由布卡漫畫代理。在《Comic REX》2009年1月号上，一迅社公布因武梨身体状况不佳而無限期休载的消息。2008年10月，电视动画版开始播放。2011年8月，《神薙》恢復連載。2012年4月27日，單行本第7卷發售，武梨在第7卷後記中公告，連載週期將改為雙月連載，逢《Comic REX》偶數號發表。2017年，於《Comic REX》9月號刊出完結篇，連載結束。

## 故事简介
某高中美術部部员御廚仁为了參加地区美展，手雕了一座精灵像。没想到精灵像突然爆裂，殘骸中出現一位少女薙，并且自称为神。薙要求住在仁的家以及靠仁清除鎮上的“穢氣”（其片假名為），于是仁和薙的同居生活开始了……

## 登場人物
薙（聲優：戶松遙）
依附在仁雕成的木像上的少女姿态的神，与仁就读同一个学校，初期被鶇誤會成沒見過世面的大小姐。除了态度骄傲和第一人称是「妾」以外，完全不像个神，有时也会搞笑。虽然以驱邪作为自己使命，不过因为是分身魂，并不能直接接触到它们。喜欢吃点心，甚至把美味棒揉碎了洒在米饭上、或者把美味棒夹在吐司裡吃，因此得了口腔溃疡。周围的人把她当作仁的同父异母的姐姐。身高155cm，三圍78-57-80，A罩杯。
御廚仁（聲優：下野紘／澤城美雪（幼少期））
高中一年級的学生。拥有能看见靈的体質，可以帮助薙驱邪。美術部員。一个人住。很憧憬像大铁一样的男人，加入美術部也是因为想要变得和大铁一样。美術部的前辈给他取了个绰号「too pure pure boy」。喜欢巨乳。喜歡吃東西配醬油。身高159cm。
青葉鶇（聲優：澤城美雪）
高中一年級的学生。仁的青梅竹马，也算監護人，因為仁父親把仁託付給她照顧。做菜只会做煎鸡蛋和凉青菜。對仁抱有好感，卻常常被仁遺忘掉。身高158cm，本人说是「接近于C的B罩杯」。投稿同人誌时的笔名是「櫻羽夏苑」。

懺悔（聲優：花澤香菜）
薙的妹妹，和薙的关系不大好。在神薙町作为偶像活跃着，但是其实相当依赖于目前作为裡人格的白亚，因此并不是什么事情都很擅长，尤其是唱歌。
涼城白亞（聲優：花澤香菜）
懺悔所依附的少女。貌似喜歡著仁，身高155cm。
響大鐵（聲優：星野貴紀）
高中一年級的学生。美術部員。是个沉默而性格温柔的巨汉，很意外的唱歌好听。和仁结成了异常坚固的友谊，以至于被一些人误认为是男同性戀。
秋葉巡（聲優：柿原徹也）
高中一年級的学生。美術部員。虽然外表普通，不过是个典型全面型御宅族。对漫研部却整天谈动画、和只会喊“萌”的少数人而导致大众把这少数来以偏概全地理解所有御宅族而相当的不满。是SONY產品的愛用者，家中有Betamax的錄影帶。
木村貴子（聲優：早水理沙）
美術部部長。似乎是个腐女子，興奮的话会流鼻血，但是内心着实童心未泯。平时穿的衣服怎么看都是个白领女性。
大河內紫乃（聲優：中原麻衣）
美術部副部長。身材很好。平时眼睛张开很小，看起来像是闭上了一样，如果眼睛睁开似乎会发生什么意外的事（一唱歌就會睜開眼睛）。
涼城悧（聲優：三宅健太）
仁的学校的宗教學老师，白亞的父亲。

## 單行本
单行本每本的开头，都有一张作者與另外一人合作的插畫。
| 卷數 | 一迅社        | 一迅社                                                            | 青文出版社     | 青文出版社             | 插畫合作 |
| 卷數 | 發售日期      | ISBN                                                              | 發售日期       | ISBN / EAN             | 插畫合作 |
| ---- | ------------- | ----------------------------------------------------------------- | -------------- | ---------------------- | -------- |
| 1    | 2006年8月9日  | ISBN 978-4-7580-6015-8                                            | 2011年3月25日  | ISBN 978-986-256-625-1 | 武內崇   |
| 2    | 2007年2月9日  | ISBN 978-4-7580-6042-4                                            | 2011年6月25日  | ISBN 978-986-256-774-6 | 龍騎士07 |
| 3    | 2007年8月9日  | ISBN 978-4-7580-6065-3                                            | 2011年9月25日  | ISBN 978-986-256-869-9 | 樋上至   |
| 4    | 2008年2月9日  | ISBN 978-4-7580-6085-1                                            | 2011年12月25日 | ISBN 978-986-256-977-1 | 高河弓   |
| 5    | 2008年8月9日  | ISBN 978-4-7580-6105-6                                            | 2012年3月25日  | ISBN 978-986-310-106-2 | 蒼樹梅   |
| 6    | 2008年11月8日 | ISBN 978-4-7580-6117-9                                            | 2012年6月25日  | ISBN 978-986-310-209-0 | 絕叫     |
| 7    | 2012年4月27日 | ISBN 978-4-7580-6303-6                                            | 2012年10月25日 | ISBN 978-986-310-366-0 | Namori   |
| 8    | 2013年6月27日 | ISBN 978-4-7580-6382-1（通常版） ISBN 978-4-7580-6383-8（限定版） | 2014年9月11日  | EAN 4718016009585      | 錦織敦史 |
| 9    | 2014年8月2日  | ISBN 978-4-7580-6458-3（通常版） ISBN 978-4-7580-6459-0（特裝版） | 2015年11月7日  | EAN 4718016012806      | 原悠衣   |
| 10   | 2015年8月5日  | ISBN 978-4-7580-6508-5（通常版） ISBN 978-4-7580-6509-2（特裝版） |                |                        | 閏月戈   |
| 11   | 2016年7月27日 | ISBN 978-4-7580-6606-8（通常版） ISBN 978-4-7580-6617-4（特裝版） |                |                        | Tiv      |
| 12   | 2017年7月27日 | ISBN 978-4-7580-6672-3（通常版） ISBN 978-4-7580-6677-8（特裝版） |                |                        | 藤島康介 |

## 小神薙
由武梨繪里擔任原作，其兄結城心一負責作畫，登場人物與《神薙》共通的《神薙》外傳作品。2010年3月開始在《Comic REX》連載，2016年5月連載結束，全10卷共126話。

### 登場人物
主要人物與《神薙》大致相同，新角色多以海洋生物為藍本。
小小薙
棲息於海中的間八魚（紅甘）之神，憑依在被鶇釣上來的紅甘所分解出來的魚肉上。
因為憑依體是魚肉，沒有骨頭，所以可以任意伸展扭曲，也會隨溫度、濕度、水份等條件的變化而變大或縮小。
在許久之前曾於出雲之地見過薙，對薙心生仰慕，並開始刻意模仿薙的語氣與行為。不知從何處知道薙正於陸地上生活，所以才附在被釣起紅甘的身上，想再見薙一面。
憑依的魚肉並不大，因此雖然變成了薙的模樣，但是大小只到一般人的膝蓋高度。還曾被不知情的懺悔誤認為是失去太多力量而無法維持身體正常大小的薙。
珊瑚
自稱「獲得惡魔的力量，不惜成為千夫所指的叛徒，也要捨棄一切奮戰」的蘿莉。
跟懺悔狀況類似的存在，憑依體是歲數不明的女童，因為破壞珊瑚礁而遭珊瑚之神附身。
但是珊瑚之神的個性太軟弱，反被個性較強勢的憑依體佔據主導地位。
不明所以的憑依體，因為開始看得見靈異事物，而誤以為自己獲得了惡魔的力量。
因為憑依體曾在街道上看見懺悔俐落地放倒混混，非常崇拜懺悔，在獲得力量後才會打扮成懺悔的樣子，並自稱「珊瑚」。
汐見粉
汐見市的地方特攝戲劇《分身戰隊‧汐見連者》的主要角色。
跟薙、懺悔類似的存在，藉由特攝吸引人氣。
本體是汐見地方的守護神，憑依體不明，本體外觀是巨大的龍。

### 單行本
| 卷數 | 一迅社         | 一迅社                                        | 青文出版社     | 青文出版社             |
| 卷數 | 發售日期       | ISBN                                          | 發售日期       | ISBN / EAN             |
| ---- | -------------- | --------------------------------------------- | -------------- | ---------------------- |
| 1    | 2010年10月27日 | ISBN 978-4-7580-6222-0                        | 2013年7月25日  | ISBN 978-986-310-644-9 |
| 2    | 2011年5月27日  | ISBN 978-4-7580-6247-3                        | 2014年6月7日   | ISBN 978-986-356-053-1 |
| 3    | 2012年4月27日  | ISBN 978-4-7580-6298-5                        | 2014年10月30日 | EAN 471-8016-01058-1   |
| 4    | 2012年10月27日 | ISBN 978-4-7580-6340-1                        | 2015年2月4日   | EAN 471-8016-01163-2   |
| 5    | 2013年6月27日  | ISBN 978-4-7580-6384-5 ISBN 978-4-7580-6385-2 |                |                        |
| 6    | 2013年12月27日 | ISBN 978-4-7580-6419-4                        |                |                        |
| 7    | 2014年7月26日  | ISBN 978-4-7580-6460-6                        |                |                        |
| 8    | 2015年2月27日  | ISBN 978-4-7580-6493-4                        |                |                        |
| 9    | 2015年7月27日  | ISBN 978-4-7580-6532-0                        |                |                        |
| 10   | 2016年7月27日  | ISBN 978-4-7580-6607-5                        |                |                        |

※第一卷的卷末與第二卷的卷首，有武梨所繪製的插畫賀圖※

## 电视动画
在日本於2008年10月4日至12月27日开始播放。

### 制作人员
- 企劃：夏目公一郎、原田修
- 企劃協力：田邊亮（《月刊Comic REX》編輯部）
- 原作：武梨繪里（一迅社刊《月刊Comic REX》連載）
- 導演：山本寬（Ordet）
- 系列構成：倉田英之
- 角色設計：三間翔 (門脇聰、松尾祐輔) (Ordet)
- 總作畫監督：門脇聰 (Ordet)
- 道具設計：中路景子
- 色彩設計：中島和子
- 美術指導：森川篤
- 美術設定：袈裟丸繪美 (Ordet)
- 攝影指導：廣岡岳
- 剪接：坪根健太郎
- 原創音樂：神前曉
- 音樂協力：外村敬一（日本新力音樂）
- 音樂製作：Aniplex
- 音響總監：菊田浩巳
- 錄音調整：山田陽
- 音響效果：森川永子
- 調整助手：松下泰香
- 錄音室：Studio Don Juan
- 音響製作擔當：高宮城梨江
- 音響製作：樂音舍
- 影片編輯：中村厚二、中川明子（Q-Tec）
- 標識設計：里美英樹
- 企劃營業製作人：武末治
- 宣傳製作人：高橋祐馬
- 宣傳：神宮司学、林都
- 協力：須藤幸太郎、金澤利幸
- 網頁製作：上辻康二
- 製作人：岩上敦宏、落越友則、杉野康介
- 動畫製作人：清水曉
- 設定製作：中村浩士
- 製作助理：富井涼子
- 制作協力：Ordet
- 动画製作：A-1 Pictures
- 出品：Aniplex、一迅社

### 主題曲
片頭曲
作詞：辛矢凡，作曲、編曲：神前曉，歌：户松遙
片尾曲
- （第1-6、8-9、11-12話）

作詞：辛矢凡，作曲、編曲：神前曉，歌：户松遙
- （第10話）

作詞、作曲、編曲：神前曉，歌：
插曲
- （第10話）

作詞：山本宽，作曲、編曲：神前曉，歌：青葉鶇（澤城美雪）
- （第10話）

作詞：仓田英之，作曲、編曲：神前曉，歌：響大鉄（星野贵纪）
- （第10話）

作詞：仓田英之，作曲、編曲：神前曉，歌：秋葉巡（柿原徹也）
- （第10話）

作詞：武梨繪里，作曲、編曲：神前曉，歌：御廚仁（下野紘）
- （第10話）

作詞：武梨繪里，作曲、編曲：神前曉，歌：薙（戶松遙）
- （第10話）

作詞：武梨繪里，作曲、編曲：神前曉，歌：木村貴子（早水理沙）
- （第10話）

作詞：山本宽，作曲、編曲：神前曉，歌：小懺悔（花澤香菜）

### 各集標題
| 話數     | 日文标题 | 中文标题翻譯                      | 劇本     | 分鏡          | 演出       | 作畫監督          | 片尾作画             |
| -------- | -------- | --------------------------------- | -------- | ------------- | ---------- | ----------------- | -------------------- |
| 第一幕   |          | 神籬少女                          | 倉田英之 | 山本寬        | 山本寬     | 門脇聰            | 門脇聰               |
| 第二幕   |          | 玉音进攻                          | 倉田英之 | 博之          | 鎌倉由實   | 沼田誠也          | 武內崇               |
| 第三幕   |          | 学校的女神                        | 倉田英之 | 五木嚴        | 平向智子   | 後藤孝宏 龜谷響子 | okama                |
| 第四幕   |          | 姊妹                              | 倉田英之 | 平池芳正      | 森義博     | 古川英樹          | 樋上至               |
| 第五幕   |          | 发现！爱上餐桌魔人吧              | 倉田英之 | 平池芳正      | 山內東生雄 | 浦和文子 大麥若葉 | 蒼樹梅               |
| 第六幕   |          | 小薙的心跳瘋狂大行動              | 倉田英之 | 角田充        | 高島大輔   | 野田康行          |                      |
| 第七幕   |          | 甜心大危機！超辣鰻魚飯的反擊 下集 | 倉田英之 | 山本寬        | 吉岡忍     | 松尾祐輔          | 无                   |
| 第八幕   |          | 徬徨於暴雨山丘                    | 本田透   |               |            | 河合拓也 龜谷響子 | 绝叫                 |
| 第九幕   |          | 令人害臊的校園喜劇                | 高橋龍也 | 小美野雅彥    | 土屋浩幸   | 川崎愛香 河野真貴 | 水無月徹             |
| 第十幕   |          | 卡拉OK戰士 麥克風貴子             | 倉田英之 | 古岡忍        | 古岡忍     | 赤井俊文          | 木村貴宏 大河內RICCA |
| 第十一幕 |          | 可是，含糊其辭                    | 倉田英之 | 神樂坂時市    | 名取孝浩   | 中路景子          | 結城心一             |
| 第十二幕 |          | 確為朝生暮死                      | 倉田英之 | 岡村天齋      | 鎌倉由實   | 野田康行 河合拓也 | 东清彦               |
| 第十三幕 |          | 仁、難為情                        | 倉田英之 | 山本寬 吉野宏 | 山本寬     | 松尾祐輔 門聰     | 无                   |
| 第十四幕 |          | 如果 這樣的『神薙』 出現了…       | 倉田英之 | 山本寬        | 山本寬     | 門聰              | 武梨绘里             |

### 播放電視台
日本深夜動畫：下文記載的日本国内播放時間使用日本標準時間（UTC+9）表示。因為部分時間标识會採用30小时制，因此請留意这类超过24:00的时间，其實際播放時間為翌日清晨。
| 播放地域   | 電視台         | 播放期間                       | 播放時間 （UTC+9）   | 所屬聯播網    | 備考                      |
| ---------- | -------------- | ------------------------------ | -------------------- | ------------- | ------------------------- |
| 東京都     | 東京都會電視台 | 2008年10月4日 - 12月27日       | 星期六 22:30 - 23:00 | 独立UHF放送局 |                           |
| 近畿廣域圈 | 每日放送       | 2008年10月4日 - 12月27日       | 星期六 27:25 - 27:55 | TBS系         | 《アニメシャワー》第4部   |
| 福岡縣     | TVQ九州放送    | 2008年10月6日 - 2009年1月5日   | 星期一 25:53 - 26:23 | TXN系列       |                           |
| 愛媛縣     | 南海放送       | 2008年10月7日 - 12月30日       | 星期二 25:35 - 26:05 | NNS系列       |                           |
| 千葉縣     | 千葉電視台     | 2008年10月8日 - 12月31日       | 星期三 26:30 - 27:00 | 独立UHF放送局 |                           |
| 宮城縣     | 東北放送       | 2008年10月9日 - 2009年1月8日   | 星期四 26:14 - 26:44 | TBS系         |                           |
| 埼玉縣     | 埼玉電視台     | 2008年10月10日 - 2009年1月2日  | 星期五 25:00 - 25:30 | 独立UHF放送局 |                           |
| 神奈川縣   | 神奈川電視台   | 2008年10月10日 - 2009年1月2日  | 星期五 25:15 - 25:45 | 独立UHF放送局 |                           |
| 全日本     | Animax         | 2008年10月13日 - 2009年1月12日 | 星期一 22:00 - 22:30 |               | 有重播 《LEVEL 22》時段內 |
| 中京廣域圈 | 中部日本放送   | 2008年10月15日 - 2009年1月14日 | 星期三 26:00 - 26:30 | TBS系         | 《あにせん》時段內        |
| 北海道     | 北海道放送     | 2008年10月29日 - 2009年1月28日 | 星期三 26:25 - 26:55 | TBS系         |                           |
| 全日本     | BS JAPAN       | 2008年11月3日 - 2009年1月26日  | 星期一 27:30 - 28:00 | TXN系列       |                           |

## 休載爭議
2008年底，月刊《Comic REX》2008年12月期，最新連載的第36話，女主角薙和另一登場角色對話被部分讀者過度解讀為前戀人關係，同時指出第16話有懷孕畫面，暗示薙曾有性经验且不是处女，引起日本2ch上網友的过激行为，同一時間一迅社宣布本作無限期休載，原因未公開。2008年12月12日，《Comic REX》編輯長親自出面，證實武梨繪里無限期休載的原因的確是急病緊急入院進行手術。

## 脚注
1. ↑   [人气漫画《神薙》无限期休載]. ZAKZAK.   [2017年1月12日]. （原始内容存档于2008年12月16日） （日语）.
2. ↑  . 武梨えり. 2012-04-27  [2012-04-27]. （原始内容存档于2021-02-09）.
3. ↑  .   [2017年1月12日]. （原始内容存档于2020年10月9日） （日语）.
4. ↑  .   [2017年1月12日]. （原始内容存档于2021年4月20日） （日语）.
5. ↑  .   [2017年1月12日]. （原始内容存档于2021年4月20日） （日语）.
6. ↑  .   [2017年1月12日]. （原始内容存档于2021年4月20日） （日语）.
7. ↑  .   [2017年1月12日]. （原始内容存档于2021年4月20日） （日语）.
8. ↑  .   [2017年1月12日]. （原始内容存档于2020年4月13日） （日语）.
9. ↑  .   [2017年1月12日]. （原始内容存档于2021年4月20日） （日语）.
10. ↑  .   [2017年1月12日]. （原始内容存档于2019年6月25日） （日语）.
11. ↑  限定版
12. ↑  . Nagisama-fc.com.   [2014年2月28日]. （原始内容存档于2013年6月29日） （日语）.
13. ↑  动画的标题是由漫画相应话数的标题拼接而成的，例如是漫画第四幕标题和第五幕标题组合而成。因此，有时会出现不好理解的标题。
14. ↑  未在电视播放，收录于DVD第七卷。

## 外部連結
- 电视动画官方網站 （页面存档备份，存于）（日語）
- 電視動畫官方網站（TOKYO MX） （页面存档备份，存于）（日語）
- 神薙01-青文出版 （页面存档备份，存于）（中文）